# نوط الطيران
نوط الطيران هو نوط صدر بموجب القانون رقم 24 بتاريخ 6 سبتمبر، 1938، ونظامه المُرقم برقم 33 في 6 سبتمبر، 1938. ويمنح بإرادة ملكية، بناء على اقتراح وزير الدفاع لضباط القوة الجوية، الممتازين بأمور الطيران، والذين يقدمون خدمات جليلة للقوة الجوية. وألغي النوط حسب قانون الاوسمة والانواط رقم (95) لسنة 1982.

## الشكل
ورد في المادة الأولى من القانون، شكل النوط:
كوكب من فضة بسبعة اشعة وبسمك مليمتر واحد وقطر ثلاثة سنتمترات وفي وسطه جناحا نسر مجموع طولهما خمسة سنتمترات وسمكهما مليمتر واحد واكبر بعدي عرضهما ستة مليمترات معمولات من ذهب ويفصل الجناحين مثلث متساوي الاضلاع سمكه مليمتر واحد سطحه ازرق طول كل ضلع منه سنتمتر واحد يرتكز على مركز الكوكب ويوضع من داخل المثلث حروف (ق .ج .م) بلون اصفر وبخط كوفي وتوزع هذه الحروف في داخل المثلث متجهة رؤوسها الى اعلاه ويوضع حرف (ج) في الوسط وعلى جانبه الايمن حرف (ق) وعلى يساره حرف (م) من وجهة الناظر وتدل هذه الحروف على عنوان القوة الجوية الملكية وتحيط قاعدة المثلث سعفتان بلون اسود فيهما انحناء وطول كل سعفة من راسها الى اسفلها سنتمتر ونصف سنتمتر وراساهما الى اعلا ونقطة التقاطع تكون تحت مسافة ما يترك ثلث طول السعفة وعرض السعفة ثلاثة مليمترات راساهما يتصلان بالجناحين وقبضتاهما تتقاطعان مرسومتين على الكوكب خطبا وفوق جناحي النسر تاج ذهب ارتفاعه احد عشر ميلمترا من قاعدته وسمكه ميلمتر واحد يثبت على الشعاع الراسي من الكوكب وقاعدته ستة مليمترات وعرضه سنتمتر واحد ويركز فوق منتصف الجناحين ويبعد عن الزاوية العليا للمثلث الوسطي سنتمتر واحد وفي خلف التاج حلقه ذهبية متحركة قطر فراغها تسعة مليمترات وسمك محيطها مليمتر واحد تعلق داخل فتحه على شكل نصف دائرة ملحومة وراء التاج مباشرة خلف قاعدة السهم الكائن بفتحة التاج النصفي ويكتب على الوجه الخلفي من النوط بالاسود (غازي الاول ملك العراق) بشكل مقوس تحته اسم ورتبة الضابط المهدى اليه النوط مع تاريخ احداث النوط بالتقويم الهجري والغريغوري بالارقام بالخط العربي الثلث ويكون شريط النوط كما يلي :-

## التسمية
تبدلت تسمية القوة الجوية الملكية (ق ج م) إلى القوة الجوية العراقية (ق ج ع) في أربعينيات القرن العشرين. وبناءً على هذه التسمية الجديدة، غيرت الحروف في المثلث وسط النوط إلى (ق ج ع). مع إضافة خطين بلون أحمر أعلى الجناح وأزيل اللون الأزرق من المثلث مع الاحتفاظ ببقية التفاصيل المذكورة بموجب قانونه.

## إلغاؤه
وبموجب المادة 33 - ثالثاً - ب - ورابعاً - ب من قانون الأوسمة والأنواط رقم 95 لسنة 1982. تم إلغاء قانون نوط الطيران رقم 24 لسنة 1937 ونظام نوط الطيران رقم 33 لسنة 1938.